# Шаулиська волость
Шаулиська волость — адміністративно-територіальна одиниця Уманського повіту Київської губернії з центром у містечку Шаулиха.
Станом на 1886 рік складалася з 24 поселень, 8 сільських громад. Населення — 7847 осіб (3853 чоловічої статі та 3994 — жіночої), 1494 дворових господарства.
|                     | Площа, десятин | У тому числі орної, дес. |
| ------------------- | -------------- | ------------------------ |
| Сільських громад    | 14712          | 9766                     |
| Приватної власності | 1081           | 925                      |
| Казенної власності  | 121            | —                        |
| Іншої власності     | 207            | 159                      |
| Загалом             | 16121          | 10890                    |

Основні поселення волості:
- Шаулиха — колишнє державне село при річці Угорський Тікич за 45 версти від повітового міста, 1018 осіб, 194 двори, православна церква, школа, 3 постоялих дворів, 3 водяних млини.
- Беринка — колишнє державне село, 1015 осіб, 164 двори, православна церква, постоялий будинок, 2 вітряних млини.
- Веселий Кут — колишнє державне село при річці Угорський Тікич, 677 осіб, 139 дворів, православна церква, 2 постоялих будинки, 2 водяних млини.
- Онуфріївка — колишнє державне село, 1102 особи, 212 дворів, православна церква, постоялий будинок, водяний і вітряний млини.
- Папужинці — колишнє військове поселення, 1162 особи, 264 двори, православна церква, 3 постоялих будинки, водяний млин.
- Чорна Кам'янка — колишнє військове поселення при річці Угорський Тікич, 2032 особи, 351 двір, православна церква, школа, 3 постоялих будинки, 2 кузні, 4 водяних млини.
- Юрпіль — колишнє військове поселення при річці Угорський Тікич, 423 особи, 89 двори, православна церква, постоялий будинок, 5 водяних млини.

Старшинами волості були:
- 1909—1910 роках — Юхим Іванович Кучугура[2],[3];
- 1912—1913 роках — Демид Лукич Галушка[4],[5];
- 1915 року — Харлампій Кузьмич Руденко[6].